# Huang Xing (dyplomata)
Huang Xing (chiń. 黄兴) – chiński dyplomata i urzędnik.
Urodził się w Pekinie. W latach 1979–1983 był attaché w ambasadzie w USA. Od 1992 do 1995 pełnił funkcję radcy w chińskiej placówce w Kanadzie, natomiast od 2000 do 2001 pracował w przedstawicielstwie ChRL w Belgii i przy UE (jako radca - minister). W 2005 został mianowany ambasadorem w Trynidadzie i Tobago. Cztery lata później przeniesiono go na stanowisko ambasadora w Finlandii.
Pracował również w administracji rządowej (między innymi w Ministerstwie Nauki i Technologii).